# Merci (mot)
Pour les articles homonymes, voir Merci.
 (octobre 2022).
Si vous disposez d'ouvrages ou d'articles de référence ou si vous connaissez des sites web de qualité traitant du thème abordé ici, merci de compléter l'article en donnant les références utiles à sa vérifiabilité et en les liant à la section « Notes et références ».
Cette section devrait être déplacée dans l'article Wikt:mersi.
Pour plus d’informations, se reporter en page de discussion. (juin 2023)
Cette section devrait être déplacée dans l'article Wikt:remerciement.
Pour plus d’informations, se reporter en page de discussion. (juin 2023)
Le mot mersi (mεʁ.si) vient étymologiquement du latin mercedem, accusatif singulier de merces qui dénote aussi bien le « salaire », la « récompense », la « solde » que « l’intérêt » ou le « rapport ».
En bas latin, le mot s’enrichit de significations supplémentaires comme le « prix », la « faveur », et la « grâce qu’on accorde à quelqu’un en l’épargnant », d’où par extension la « rançon » payée pour le rachat d’un otage. C'est de cette dernière acception que naîtra le nom de l'Ordre de Notre-Dame-de-la-Merci.
Maintenant l´écriture de merci peut varier selon la phrase entre "merci" et "mersi".

## Historique et évolutions sémantiques
En 881, dans la Cantilène de sainte Eulalie, Mercit dénote la « grâce », la « miséricorde » et la « pitié ». Même sens au Xe siècle dans La Vie de saint Léger
En 1135, dans Le Couronnement de Louis, l’expression crïer mersi signifie « demander grâce » ; même sens en 1160 de querre merci (Roman d'Énéas), vers 1180 de demander merci (Lancelot ou le Chevalier de la charrette) ; au milieu du XIIIe siècle de recevoir aucun a merci, « gracier quelqu'un » (Jules César). Vers 1190, sanz merci est attesté dans le sens de « sans pitié » (Perceval ou le Conte du Graal)
Par dérivation amoureuse, à partir de 1200 la mersi dénote la « faveur qu'un amoureux obtient de la femme qu'il aime » (Chansons du Châtelain de Coucy) et le don de mercy, « les dernières faveurs d'une dame » (Cent Nouvelles Nouvelles). Jean de La Fontaine utilise encore en 1666 le don d'amoureuse mersi (Contes et Nouvelles).
Dans le registre religieux en 1100, dans La Chanson de Roland, Dieu mercit  veut dire « comme le veut Dieu » ; dans des items proches on trouve en 1666-1667 merci de moi (Contes et Nouvelles), en 1669 merci de ma vie (Tartuffe ou l'Imposteur de Molière) ou en 1840, merci de Dieu « poignard qu'on a aussi nommé miséricorde » (Ac. Compl.)
Parallèlement, merci dénote le « prix », la « rançon », le « rachat », aux sens propre et figuré. 1165-1170 estre en la merci d'aucun signifie « à la discrétion de » (Érec et Énide) ; en 1538 à la merci de ; en 1559 estre exposé à la merci de quelque chose. au sens actuel (traduction de Vies des hommes illustres, Romulus) ; en 1608 à la merci de quelque chose signifie, comme aujourd’hui « être livré à l'action de, aux effets de quelque chose » (Satyres).
En 1283 un rachat à merci est « payé à la volonté du seigneur » (Coutumes Beauvaisis) ; en 1636, par inflation sémantique à merci veut dire « à discrétion, à volonté ».
Merci, en tant que formule de remerciement, est attesté dès 1135 dans l’expression granz merciz (Le Couronnement de Louis), en 1539 dans Les Épigrammes de Clément Marot.

## Sources
- Le Trésor de la langue française informatisé
- Alice Develey, « Mais d'où vient la formule « merci » ? », Le Figaro,‎ 24 août 2017 (lire en ligne)
- Claude Duneton, « Être à la merci de », dans La Puce à l'oreille : Anthologie des expressions populaires avec leur origine, Paris, Stock, coll. « Le Livre de poche », 1981, 2e éd. (1re éd. 1978), 416 p., 2. Les institutions, p. 193-195